# Amata disrupta
Amata disrupta là một loài bướm đêm thuộc phân họ Arctiinae, họ Erebidae.